# Kilbirnie (Nouvelle-Zélande)
Kilbirnie (à partir du gaélique écossais : Cille Bhraonaidh) est une banlieue de la capitale de la Nouvelle-Zélande Wellington, située dans le sud de l’Île du Nord.

## Situation
Elle est localisée à 3 km au sud-est du centre de Wellington. Elle est entourée au nord par la banlieue d’Evans Bay, au nord-est, par celle de Rongotai qui se prolonge à l'est et au sud-est, au sud, par Lyall Bay qui s’étend aussi vers le sud-ouest, alors qu’à l’ouest, se trouve la banlieue de Melrose et au nord-ouest, celle de Hataitai.

## Accès
Les voyageurs peuvent atteindre Kilbirnie à partir de Wellington central business district, soit via le tunnel du Mont Victoria (en) et la banlieue de Hataitai, soit en passant au-dessus du Mont Victoria, ou enfin, en passant par la côte.
La banlieue de Kilbirnie est sur le flanc est de la crête, qui devient ici le Mont Victoria et sur la partie plate de l’isthme de Rongotai entre Evans Bay vers le nord (qui fait partie du Port de Nicholson (en)) et de Lyall au sud, débouchant sur le détroit de Cook.
Il n’y a pas de limites nettes pour séparer la banlieue de Kilbirnie de ses voisines, à l’exception de la ceinture verte de Wellington (en) à l’ouest, qui sépare Kilbirnie de celle de Newtown.
Il en résulte que Rongotai et la baie d’Evans sont parfois regardées comme faisant partie de Kilbirnie.

## Toponymie
Kilbirnie tire son nom d’après la ville de Kilbirnie en Écosse.
Elle fut nommée ainsi par Coutts Crawford (en), qui initialement possédait ces terres.
Deux rues dans le secteur sont nommées en son honneur.

## Activités
La banlieue est caractérisée par une zone de magasins nommée Wellington Regional Aquatic Centre, l'ASB Sports Centre, un centre de loisir, la bibliothèque publique de Wellington (en), et un terrain de sports au niveau du Parc de Kilbirnie.
Par ailleurs, Kilbirnie abrite la seule mosquée de Wellington.
Il y a aussi un temple Hindou localisé dans la banlieue de Kilbirnie, qui est le quartier général de la Wellington Indian Association.
La majorité de la population vit dans des maisons de plain pied mais la croissance de la population, un centre économique fort et la proximité de l’aéroport et du centre de la ville font que la banlieue a aussi quelques hôtels et des immeubles d’appartements tels que  Brentwood Hotel, 747 Motel et Rongotai Apartments.

## Population
Le recensement de 2006 révélait une population estimée à environ 6 429 habitants permanents.

## Sport
Le parc de Kilbirnie est le siège des Poneke Football Club, Poneke Kilbirnie Softball Club, Eastern Suburbs Cricket Club et Marist Association Football Club.
De plus, le Kilbirnie Tennis Club et Kilbirnie Bowling Club sont aussi implantés ici.
L’ouverture de l’ASB Sports Center en 2011 fut un élément important pour stimuler le développement de la banlieue.
Sa création établit le statut de Kilbirnie comme la plus importante banlieue de Wellington pour les sports et les loisirs et fait de Kilbirnie une destination agréable pour quiconque souhaite jouer pour son plaisir ou pour la compétition.

## Éducation
Evans Bay Intermediate School est en partie sur le secteur de Kilbirnie, toutefois, Kilbirnie School est une zone généralement considérée comme faisant partie de la banlieue voisine de Hataitai.
Kilbirnie est aussi le siège de trois écoles catholiques :
- College St. Catherine (en) (pour les filles) ;
- College St. Patrick's (en) (pour les garçons) ;
- St. Patrick's Primary School.